# Он снова здесь (фильм)
«Он снова здесь» (нем. Er ist wieder da) — художественный фильм режиссёра Давида Внендта, вышедший на экраны в 2015 году. Экранизация одноимённого романа немецкого журналиста Тимура Вермеша.

## Сюжет
Берлин, 2014 год: на пустыре на месте снесённого бункера и месте самоубийства, в историческом месте Берлинского бункера приходит в себя Адольф Гитлер. Рядом журналист Фабиан Савацки снимает фильм о детях из трущоб.
Гитлер дезориентирован; все принимают его за актёра. Взяв газету и узнав, что на дворе XXI век, он падает в обморок. Придя в себя и прочитав много газет, он понимает, что Германия пережила изменения, которые не нравятся фюреру.
Тем временем глава телеканала сместил с должности Кристофа Сенсенбринка, а на его место поставил Катю Беллини. Поэтому Кристоф уволил Фабиана. Просматривая свои записи, Савацки заметил на них Гитлера и отправился на его поиски.
Вскоре Савацки обнаружил Гитлера. Он предложил ему проехаться по Германии и снять ролики, в которых Гитлер разговаривает с народом. Фюрер соглашается: ведь так ему проще узнать о проблемах немцев.
После окончания съёмок фильма Гитлер набрал популярность, и ему предложили работу на телеканале, где работали также Кристоф и Беллини. Его сняли в программе Krass, Alter, в которой он рассказал о проблемах Германии. Гитлер стал писать книгу, по которой Фабиан снял фильм. Кристоф находит видеозапись, на которой Гитлер застреливает собачку. Это вызывает скандал, в результате которого Беллини и Гитлеру приходится уйти с телеканала. Главой канала становится Кристоф, но без участия Гитлера количество просмотров шоу резко упало.
Вскоре Фабиан, просматривая старые записи, выяснил, что Гитлер настоящий. Он отправился в больницу, куда фюрера отправили после того, как его избили неонацисты. Но того уже выписали, а Беллини хотела сдать Савацки санитарам и поместить в психиатрическую больницу. Савацки находит Гитлера и, угрожая пистолетом, поднимается с ним на крышу, стреляет Гитлеру в лицо, тот падает с крыши, но оказывается у него за спиной и говорит, что Адольф Гитлер живёт в каждом из людей. После чего становится понятно, что это лишь съёмки фильма: Гитлер жив, Савацки играл двойник под маской, а настоящий Савацки находится в психиатрической больнице.
Так Гитлер получил новую популярность.

## В ролях
- Оливер Мазуччи — Адольф Гитлер
- Фабиан Буш — Фабиан Савацки
- Ларс Рудольф — владелец киоска
- Франциска Вульф — Крёмайер
- Кристоф Мария Хербст — Кристоф Сенсенбринк
- Катя Риман — Катя Беллини
- Гудрун Риттер — бабушка Крёмайер
- Михаэль Островски — Рико Манчелло

## Прокат и критика
Фильм был успешен в прокате.

## Награды и номинации
- 2016 — 5 номинаций на премию Deutscher Filmpreis: лучший художественный фильм (Кристоф Мюллер, Ларс Дитрих), лучшая режиссура (Давид Внендт), лучшая мужская роль (Оливер Мазуччи), лучшая мужская роль второго плана (Фабиан Буш), лучший звук (Штефан Корте, Пауль Ришер)[4].
- 2016 — Номинация на премию Европейской киноакадемии за лучшую европейскую комедию[5].
- 2016 — Премия «Бэмби» за лучший немецкий фильм[6].
- 2016 — Премия CIVIS за лучший европейский художественный фильм[7].